# Ardisia palmana
Ardisia palmana Donn.Sm. – gatunek roślin z rodziny pierwiosnkowatych (Primulaceae). Występuje naturalnie w Hondurasie, Nikaragui, Kostaryce, Panamie oraz Kolumbii. 

## Morfologia
PokrójZimozielone drzewo dorastające do 25 m wysokości.
LiścieBlaszka liściowa ma eliptyczny lub lancetowaty kształt. Mierzy 10,5–28 cm długości oraz 4,5–7,5 cm szerokości, jest całobrzega, ma nasadę zbiegającą po ogonku i ostry lub spiczasty wierzchołek. Ogonek liściowy jest nagi i ma 10–15 mm długości.
KwiatyZebrane w wiechach wyrastających na szczytach pędów. Mają działki kielicha o owalnym kształcie i dorastające do 1–2 mm długości. Płatki są owalne i mają białą barwę oraz 3–4 mm długości.
OwocPestkowce mierzące 4-6 mm średnicy, o kulistym kształcie.

## Biologia i ekologia
Rośnie w lasach, na wysokości do 600 m n.p.m.